# Aktion Krakau
Nie należy mylić z Sonderaktion Krakau

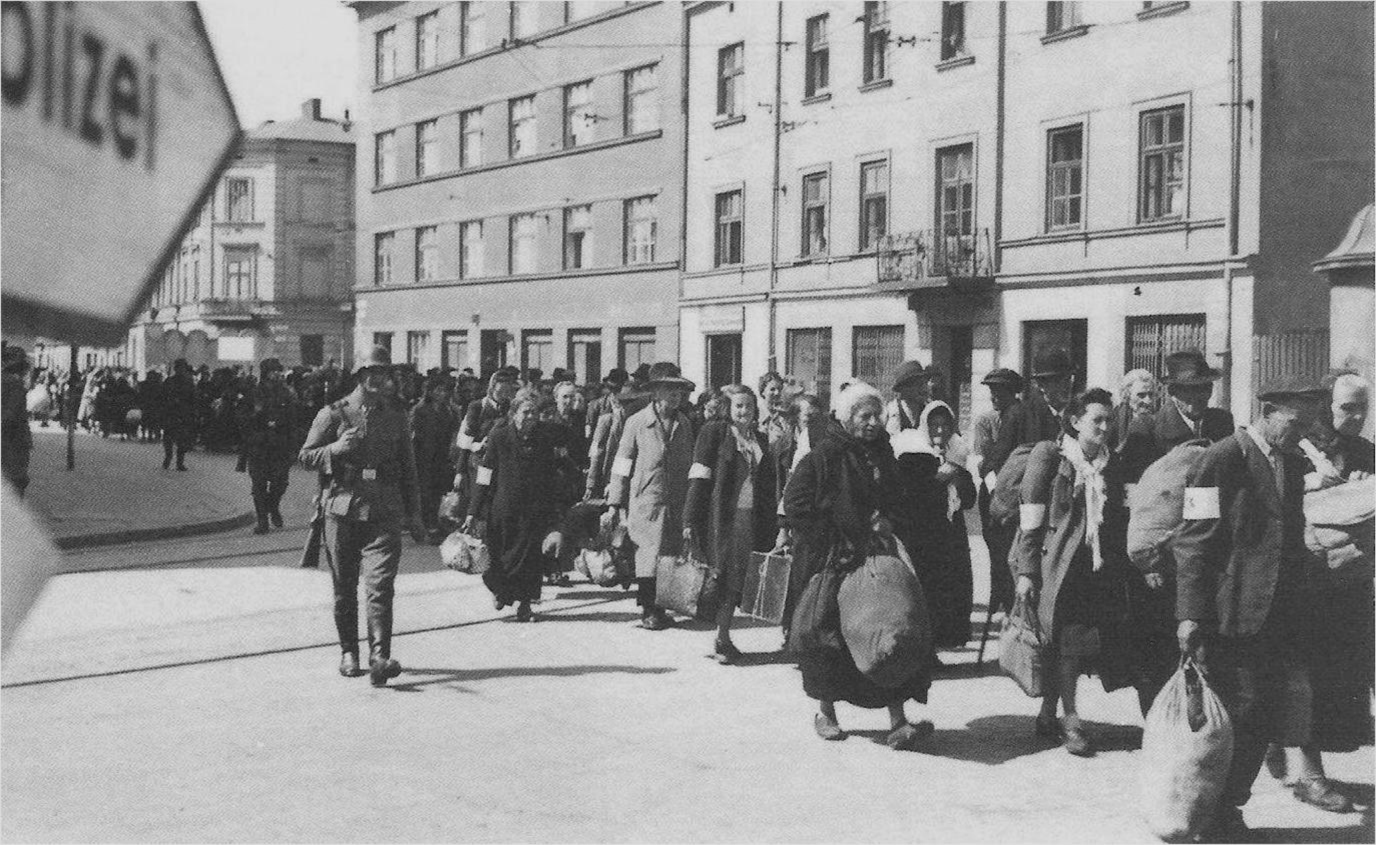
Getto krakowskie

Aktion Krakau – kryptonim akcji zagłady Żydów dokonanej przez Niemców w Krakowie, jako część większej akcji Aktion Reinhardt.